# Liste de statues équestres du Danemark
Cet article liste les statues équestres au Danemark.

## Liste
| Œuvre                                | Auteur                  | Commune    | Localisation               | Notes                                                                           | Installation | Coordonnées                       | Illustration                                 |
| ------------------------------------ | ----------------------- | ---------- | -------------------------- | ------------------------------------------------------------------------------- | ------------ | --------------------------------- | -------------------------------------------- |
| Statue équestre de Christian IX      | Carl Johan Bonnesen     | Aalborg    |                            | Christian IX                                                                    | 1910         | 57° 02′ 36″ nord, 9° 55′ 48″ est  | Statue équestre de Christian IX, Aalborg     |
| Jeune Homme à cheval                 | Carl Johan Bonnesen     | Aalborg    |                            |                                                                                 |              | 57° 02′ 42″ nord, 9° 55′ 10″ est  | Image manquante                              |
| Statue équestre de Christian X       | Helen Schou (en)        | Aarhus     | Bispetorv (en)             | Christian X                                                                     | 1955         | 56° 09′ 24″ nord, 10° 12′ 36″ est | Statue équestre de Christian X, Aarhus       |
| Statue équestre d'Absalon (en)       | Herman Wilhelm Bissen   | Copenhague | Højbro Plads (en)          | Absalon                                                                         | 1902         | 55° 40′ 41″ nord, 12° 34′ 48″ est | Statue équestre d'Absalon, Copenhague        |
| Barbare                              | Carl Johan Bonnesen     | Copenhague | Collection Hirschsprung    |                                                                                 |              | à géolocaliser                    | Barbare, Copenhague                          |
| Statue équestre de Christian V (en)  | Abraham César Lamoureux | Copenhague | Kongens Nytorv             | Christian V. L'original en plomb a été remplacé par une copie en bronze en 1945 | 1688         | 55° 40′ 50″ nord, 12° 35′ 10″ est | Statue équestre de Christian V, Copenhague   |
| Statue équestre de Christian IX (en) | Anne Marie Carl-Nielsen | Copenhague | Christiansborg             | Christian IX                                                                    | 1927         | 55° 40′ 33″ nord, 12° 34′ 44″ est | Statue équestre de Christian IX, Copenhague  |
| Statue équestre de Christian X       | Einar Utzon-Frank (en)  | Copenhague | Sankt Annæ Plads (en)      | Christian X                                                                     | 1954         | 55° 40′ 56″ nord, 12° 35′ 20″ est | Image manquante                              |
| Diane à cheval                       | Carl Johan Bonnesen     | Copenhague | Trondhjems Plads (da)      |                                                                                 | 1912         | 55° 41′ 39″ nord, 12° 35′ 19″ est | Diane à cheval, Copenhague                   |
| Statue équestre de Frédéric V (en)   | Jacques Saly            | Copenhague | Amalienborg                | Frédéric V de Danemark                                                          | 1771         | 55° 41′ 02″ nord, 12° 35′ 35″ est | Statue équestre de Frédéric V, Copenhague    |
| Statue équestre de Frédéric VII (en) | Herman Wilhelm Bissen   | Copenhague | Christiansborg             | Frédéric VII de Danemark                                                        | 1873         | 55° 40′ 36″ nord, 12° 34′ 53″ est | Statue équestre de Frédéric VII, Copenhague  |
| Jeune Homme à cheval                 | Herman Wilhelm Bissen   | Copenhague | Rødkilde Plads             |                                                                                 | 1885         | 55° 41′ 48″ nord, 12° 30′ 46″ est | Jeune Homme à cheval, Copenhague             |
| Moment of Peril                      | Thomas Brock            | Copenhague | Kongens Have               |                                                                                 | 1881         | 55° 41′ 02″ nord, 12° 34′ 42″ est | Moment of Peril, Copenhague                  |
| Monument à Carl Nielsen (en)         | Anne Marie Carl-Nielsen | Copenhague |                            | Carl Nielsen                                                                    | 1939         | 55° 41′ 27″ nord, 12° 35′ 19″ est | Monument à Carl Nielsen, Copenhague          |
| Valkyrie                             | Stephan Sinding         | Copenhague | Diane                      | Valkyrie                                                                        | 1908         | 55° 41′ 16″ nord, 12° 35′ 38″ est | Valkyrie, Copenhague                         |
| Statue équestre de Christian IX (en) | Ludvig Brandstrup       | Esbjerg    |                            | Christian IX                                                                    | 1899         | 55° 27′ 59″ nord, 8° 27′ 08″ est  | Statue équestre de Christian IX, Esbjerg     |
| Postrytter                           | Johannes Bjerg (en)     | Hvidovre   | Hvidovrevej                |                                                                                 | 1935         | à géolocaliser                    | Postrytter, Hvidovre                         |
| Statue équestre de Christian X       | Victor Kvedéris (da)    | Lolland    | Nakskov, Axeltorv          | Christian X                                                                     | 1952         | 54° 49′ 49″ nord, 11° 08′ 08″ est | Image manquante                              |
| Statue équestre de Peder Bodilsen    | Mathilius Schack Elo    | Næstved    | Hjultorv                   | Peder Bodilsen (da)                                                             | 1935         | 55° 13′ 53″ nord, 11° 45′ 30″ est | Statue équestre de Peder Bodilsen, Næstved   |
| Statue équestre de Christian IX      | Aksel Hansen (en)       | Odense     |                            | Christian IX                                                                    | 1912         | 55° 24′ 02″ nord, 10° 23′ 08″ est | Statue équestre de Christian IX, Odense      |
| Statue équestre de Marguerite Ire    | Anne Marie Carl-Nielsen | Roskilde   | Københavnsvej              | Marguerite Ire                                                                  | 1897         | 55° 38′ 28″ nord, 12° 05′ 59″ est | Statue équestre de Marguerite Ire, Roskilde  |
| Statue équestre de Christian IX      | Ludvig Brandstrup       | Slagelse   | Schweizerpladsen           | Christian IX                                                                    | 1910         | 55° 24′ 15″ nord, 11° 21′ 13″ est | Statue équestre de Christian IX, Slagelse    |
| Thésée combattant le centaure Biénor | Antoine-Louis Barye     | Viborg     | École cathédrale de Viborg | Thésée, Biénor (monture)                                                        |              | 56° 27′ 27″ nord, 9° 24′ 43″ est  | Thésée combattant le centaure Biénor, Viborg |